# Alcímenes d'Atenes
Alcímenes (en grec antic Ἀλκιμένης, Alkimenes) fou un poeta còmic atenenc, contemporani probablement d'Èsquil, que va viure a la meitat del segle V aC.
Una de les seves obres es titulà Κολυμβῶσαι (Kolymbósai, 'Les dones nedadores'). Les seves obres van ser molt elogiades per Tinnic, un contemporani més jove que Èsquil.